# 帆柱ケーブルバスストップ
帆柱ケーブルバスストップ（ほばしらケーブルバスストップ）は、福岡県北九州市八幡東区の北九州高速道路4号線上にあるバス停留所。2002年4月に完成し、営業上の名称として当初は高速帆柱ケーブルの名称が使われたが、隣接するケーブルカーの路線名が皿倉山ケーブルカーに改められたことに伴い、2016年3月より高速皿倉山ケーブルの名称を使用している。
皿倉山ケーブルカーの山麓駅に近接する。皿倉山ケーブルカーと反対側の停留所周辺は住宅地となっている。
西鉄バスの福岡・小倉方面への高速バスおよび都市高速経由一般路線が停車する。

## 路線
| 路線愛称   | 運行会社       | 下り線側（八幡）方面                                                         | 上り線側（門司）方面                                             |
| ---------- | -------------- | ---------------------------------------------------------------------------- | ---------------------------------------------------------------- |
| いとうづ号 | 西日本鉄道     | 引野口・高速千代ニュータウン・直方PA・若宮IC・福岡（蔵本・中洲・天神高速BT） | 到津の森公園前・小倉駅前・砂津                                   |
| 行先番号   | 運行会社       | 下り線側（八幡）方面                                                         | 上り線側（門司）方面                                             |
| 快速       | 西鉄バス北九州 | 引野口・下上津役・馬場山・星ヶ丘                                             | 貴船町・三萩野・小倉駅前・砂津                                   |
| 143        | 西鉄バス北九州 | 引野口・下上津役・香月営業所                                                 | 山路ランプ入口・松尾町・到津の森公園前・歯大前・貴船町・小倉駅BC |
| 150        | 西鉄バス北九州 | 引野口・沖田・大平・筑鉄香月                                                 | 大手町・西小倉駅前・小倉駅入口・砂津                             |